# Єсип Богдан Борисович
Богда́н Бори́сович Є́сип (нар. 2 серпня 1978, Дрогобич) — український футболіст, нападник. По завершенні ігрової кар'єри — футбольний тренер. З 2024 року - спортивний директор клубу Другої ліги чемпіонату України "Тростянець". 
Відомий як багаторічний лідер та капітан охтирського «Нафтовика-Укрнафти».

## Біографія
Народився 2 серпня 1978 року у Дрогобичі, де в шість років і вступив у групу підготовки з футболу. Перший тренер — Хосе Йосипович Турчик, у групі якого навчався до восьмого класу, після чого його примітили скаути київського «Динамо», де його новим тренером став Віктор Йосипович Кащей.
Після випуску зі школи потрапив до структури київського «Динамо», проте грав лише за третю та другу команду клубу, хоч і проходив збори з основною командою під керівництвом Валерія Лобановського в Німеччині, а також брав участь у переможному Кубку Співдружності 1997 року.
Проте, не пробившись до основної команди столичного гранда, улітку 1998 року Єсип на правах оренди перейшов у кіровоградську «Зірку», у складі якої 18 липня 1998 року дебютував у Вищій лізі. Наприкінці року разом з одноклубником Валентином Слюсарем на правах оренди перейшов у російський «Ростсільмаш». Проте головний тренер команди Сергій Андрєєв не ставив гравців в основний склад, попри те, що вони пройшли із клубом два тренувальних збори. У підсумку українці виступали здебільшого за другу команду, і після завершення сезону Єсип повернувся в «Зірку».
Улітку 2000 року знову на правах оренди перейшов у львівські «Карпати», а вже взимку — у першолігове «Закарпаття», якому в тому ж сезоні допоміг уперше в історії вийти до Вищої ліги.
На початку 2002 року змінив вищолігове «Закарпаття» на першоліговий «Нафтовик-Укрнафта», з яким підписав повноцінний контракт і швидко став лідером, основним гравцем команди, а згодом і капітаном. Перший матч у складі «Нафтовика» провів 14 березня 2002 року проти тернопільської «Ниви». Усього за охтирську команду Богдан провів майже десять сезонів, зігравши за цей час майже триста матчів, у яких забив понад вісімдесят голів. За цей час Єсип устиг стати найкращим бомбардиром розіграшу Першої ліги чемпіонату України сезону 2005—2006, а також найкращим гравцем цього турніру за версією тижневика «Український футбол». А в сезоні 2006—2007 допоміг клубу виграти Першу лігу і вперше в історії вийти до елітного дивізіону. Проте, втриматись у Вищій лізі охтирський клуб не зумів, але Єсип продовжив виступи у клубі в Першій лізі.
Улітку 2011 року перейшов у першолігову «Кримтеплицю», де також став основним гравцем, але після завершення сезону перебрався до новачка Першої ліги ФК «Суми».
Улітку 2013 року став гравцем донецького «Олімпіка».
Наприкінці січня 2016 року Єсип увійшов до тренерського штабу першолігового клубу «Суми». У червні того ж року приєднався до тренерського штабу рівненського «Вереса».

## Статистика виступів
Станом на 1 січня 2014 року
| Сезон     | Клуб                          | Ліга       | Чемпіонат | Чемпіонат | Кубок | Кубок |
| Сезон     | Клуб                          | Ліга       | Ігри      | Голи      | Ігри  | Голи  |
| --------- | ----------------------------- | ---------- | --------- | --------- | ----- | ----- |
| 1995—1996 | «Динамо-2» (Київ)             | Перша ліга | 17        | 2         | 0     | 0     |
| 1995—1996 | «Динамо-3» (Київ)             | Друга ліга | 0         | 0         | 1     | 0     |
| 1996—1997 | «Динамо-2» (Київ)             | Перша ліга | 36        | 6         | 1     | 0     |
| 1997—1998 | «Динамо-2» (Київ)             | Перша ліга | 15        | 3         | 0     | 0     |
| 1997—1998 | «Динамо-3» (Київ)             | Друга ліга | 23        | 10        | 8     | 4     |
| 1998—1999 | «Зірка» (Кіровоград)          | Вища ліга  | 12        | 1         | 2     | 1     |
| 1998—1999 | «Зірка-2» (Кіровоград)        | Друга ліга | 2         | 0         | 0     | 0     |
| 1999      | «Ростсільмаш»                 | Вища ліга  | 2         | 0         | ?     | ?     |
| 1999—2000 | «Зірка» (Кіровоград)          | Вища ліга  | 8         | 0         | 3     | 0     |
| 1999—2000 | «Зірка-2» (Кіровоград)        | Друга ліга | 2         | 1         | 0     | 0     |
| 2000—2001 | «Карпати» (Львів)             | Вища ліга  | 12        | 2         | 1     | 0     |
| 2000—2001 | «Карпати-2» (Львів)           | Друга ліга | 4         | 2         | 0     | 0     |
| 2000—2001 | «Закарпаття» (Ужгород)        | Перша ліга | 11        | 3         | 0     | 0     |
| 2001—2002 | «Закарпаття» (Ужгород)        | Вища ліга  | 9         | 0         | 4     | 3     |
| 2001—2002 | «Нафтовик» (Охтирка)          | Перша ліга | 15        | 1         | 0     | 0     |
| 2002—2003 | «Нафтовик» (Охтирка)          | Перша ліга | 31        | 10        | 2     | 0     |
| 2003—2004 | «Нафтовик» (Охтирка)          | Перша ліга | 28        | 10        | 2     | 1     |
| 2004—2005 | «Нафтовик-Укрнафта» (Охтирка) | Перша ліга | 29        | 5         | 5     | 4     |
| 2005—2006 | «Нафтовик-Укрнафта» (Охтирка) | Перша ліга | 30        | 19        | 2     | 1     |
| 2006—2007 | «Нафтовик-Укрнафта» (Охтирка) | Перша ліга | 30        | 16        | 0     | 0     |
| 2007—2008 | «Нафтовик-Укрнафта» (Охтирка) | Вища ліга  | 17        | 0         | 4     | 0     |
| 2008—2009 | «Нафтовик-Укрнафта» (Охтирка) | Перша ліга | 24        | 0         | 0     | 0     |
| 2009—2010 | «Нафтовик-Укрнафта» (Охтирка) | Перша ліга | 32        | 7         | 2     | 1     |
| 2010—2011 | «Нафтовик-Укрнафта» (Охтирка) | Перша ліга | 31        | 5         | 3     | 0     |
| 2011—2012 | «Кримтеплиця» (Молодіжне)     | Перша ліга | 33        | 7         | 0     | 0     |
| 2012—2013 | «Суми»                        | Перша ліга | 25        | 6         | 0     | 0     |
| 2013—2014 | «Олімпік» Д                   | Перша ліга | 14        | 1         | 1     | 0     |

## Титули та досягнення
- Володар Кубка Співдружності: 1997
- Переможець чемпіонату України в першій лізі: 2006/2007
- Срібний призер чемпіонату України в першій лізі (2): 1997/1998, 2000/2001
- Бронзовий призер чемпіонату України в першій лізі: 2003/2004
- Найкращий футболіст чемпіонату України в першій лізі: 2005/2006
- Найкращий бомбардир чемпіонату України в першій лізі: 2005/2006